# Шістдесят чотири села на схід від річки
50°06′00″ пн. ш. 127°41′00″ сх. д. / 50.1° пн. ш. 127.68333333° сх. д.
Шістдесят чотири села на схід від річки були групою населених маньчжурами, даурами та ханьцями сіл, розташованих на лівому (північному) березі річки Амур (Хейлун Цзян) навпроти Хейхе та на східному березі річки Зея навпроти Благовєщенська. Площа склала 3 600 квадратних кілометрів (1 400 миля2).
Серед російських істориків район, зайнятий селами, іноді називають Зазейським районом ("Зазейський район" або "Зазейський район"), оскільки він був відділений Зеєю від обласної столиці Благовєщенська. 

## Історія

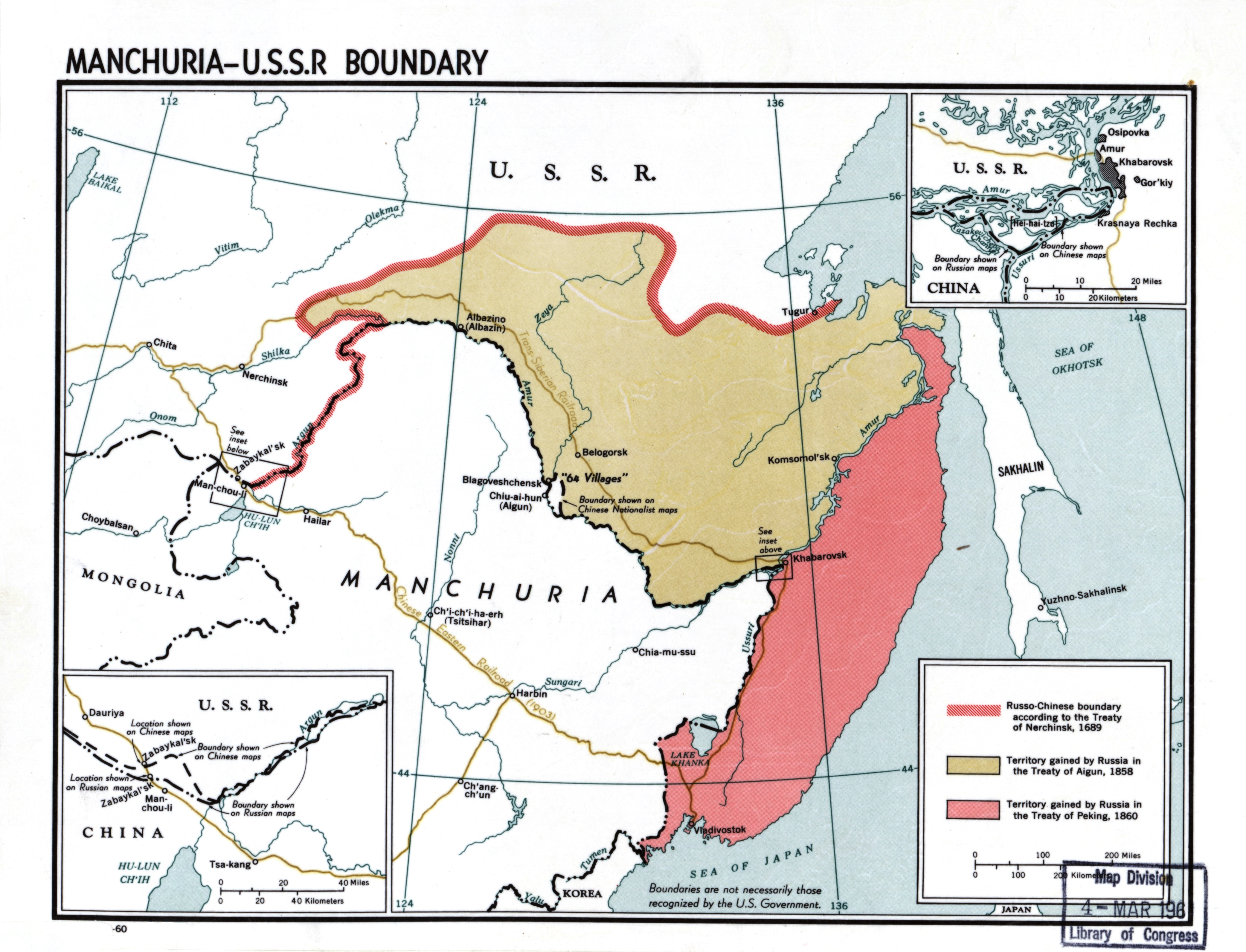
Карта регіону, включно з кордоном «64 села», показаним на картах китайських націоналістів

Влітку 1857 року Російська імперія запропонувала грошову компенсацію китайському уряду династії Цин, якщо вони виселять корінних жителів з цієї території; однак їхня пропозиція була відхилена. Наступного року, згідно з Айгунським договором 1858 року, Цин поступився Росії північним берегом Амура. Проте підданим династії Цін, які проживали на північ від річки Амур, було дозволено "зберігати своє місце проживання назавжди під владою маньчжурського уряду".
Найперша відома російська оцінка (1859) вказує чисельність підданих Цин у "Трансзейському районі" як 3000 осіб без розбивки за етнічною приналежністю; наступний (1870) дає 10 646, включаючи 5 400 хань, 4 500 маньчжурів і 1 000 даурів. Оцінки, опубліковані в період з кінця 1870-х до початку 1890-х років, варіювалися між 12 000 і 16 000, досягнувши піку в 1894 році в 16 102 (включаючи 9 119 ханьців, 5 783 маньчжурів і 1 200 даурів). Після цього зареєстровані цифри знизилися (від 7000 до 7500 жителів повідомляли щороку з 1895 по 1899 рік); на той час, однак, жителі села Транс-Зея становили лише меншість китайців, присутніх у регіоні. Наприклад, у 1898 році, окрім жителів села Трансзея, в Амурській області за статистичними даними було 12 199 китайських відходників і 5 400 китайських шахтарів, а також 4 008 китайців. міські жителі в Благовєщенську і, ймовірно, в інших місцях.
Під час Боксерського повстання в 1900 році цинські сили спробували заблокувати рух російських човнів на Амурі біля Айгуна, починаючи з 16 липня, і напали на Благовєщенськ разом з китайськими бандитами Хунхузі. У відповідь на ці напади військовий губернатор Амурської області генерал-лейтенант Костянтин Миколайович Грибський наказав вислати всіх цинських підданих, які залишилися на північ від річки. Це включало жителів сіл, а також китайських торговців і робітників, які жили в власне Благовєщенську, де вони становили від однієї шостої до половини місцевого населення в 30 000 чоловік. Їх забрала місцева поліція і загнала в річку топити. Тих, хто вмів плавати, розстрілювали російські війська. В результаті загинули тисячі людей.
Різанина розлютила китайців і мала наслідки для майбутнього: китайські хунхузи вели партизанську війну проти російської окупації та допомагали японцям у російсько-японській війні проти росіян у знак помсти. Луїс Лівінгстон Сіман згадав про різанину як про причину ненависті китайських хунхузи до росіян: "Китаєць, будь він хун-хуцзи чи селянин, у своєму відношенні до росіян у цьому конфлікті з Японією не забув жахливого поводження з ним після московської окупації Маньчжурії. Він досі пам’ятає різанину в Благовєщенську, коли майже 8000 беззбройних чоловіків, жінок і дітей загнали на вістрі багнета в розбурханий Амур, аж поки, як сказав мені один із російських офіцерів, які брали участь у цьому жорстокому вбивстві, у Чин-Вані. -Тао в 1900 році - "від виконання моїх наказів мене ледь не нудило, бо здавалося, що я міг би перетнути річку на тілах плаваючих мертвих". Жоден китаєць не втік, за винятком сорока, які були наймані у провідного іноземного купця, який викупив їхнє життя по тисячі рублів за кожного. Ці та багато ще гірших звірств пам’ятають, і зараз настав час для помсти. Тож Японії було легко заручитися симпатією цих людей, особливо коли це було підкреслено ліберальною оплатою праці, як зараз. Вважається, що понад 10 000 цих бандитів, розділених на роти по 200-300 осіб у кожній і очолювані японськими офіцерами, зараз платять Японії".

## Суперечка, що триває
Китайська Республіка (КНР), спадкоємиця імперії Цін, ніколи не визнавала російську окупацію законною. У радянсько-китайській угоді про кордон 1991 року Китайська Народна Республіка (КНР) відмовилася від суверенітету 64 сіл. Однак Китайська Республіка, яка зараз базується на Тайвані, ніколи не відмовлялася від суверенітету території та не визнавала жодних прикордонних угод, підписаних Китайською Народною Республікою з будь-якими іншими країнами через обмеження, накладені статтею 4 Конституції Китайської Республіки. і розділ 5 статті 4 додаткових статей Конституції Республіки Китай. Тому ця територія все ще відображається як територія Китаю на багатьох картах Китаю, опублікованих на Тайвані, хоча зараз вона входить до складу Амурської області Росії.

## Дивіться також
- «Amur gawa no ryuketsu ya[ja]», японська пісня для гуртожитку, заснована на події на річці Амур
- 1900 р. Амурські антикитайські погроми
- Зовнішня Маньчжурія